# Carla Fendi
Pour les articles homonymes, voir Fendi.
Carla Fendi (née à Rome le 12 juillet 1937  et morte dans la même ville le 19 juin 2017) est une directrice italienne d'entreprise et philanthrope. Elle a travaillé pour Fendi, avec ses sœurs et parents. Elle est également connue pour sa philanthropie.

## Biographie
Carla Fendi est née le 12 juillet 1937 de Edoardo et Adele Fendi. Elle a quatre sœurs, Paola, Anna, Franca et Alda.
Dans les années 1950, Carla Fendi commence à travailler avec ses sœurs pour Fendi, la boutique familiale que Edoardo et Adele ont fondé  en 1925. 
À partir d'une petite boutique les sœurs ont mené l'entreprise à être une marque reconnue mondialement avec plusieurs lignes de produits.  En 1964, après la mort du père, elles ont ouvert leur propre version de la boutique Fendi, et un an plus tard, embauchent le jeune Karl Lagerfeld pour changer l'image de la marque.
Alors que ses sœurs sont concentrées sur le design, elle met l'accent sur la promotion et le marketing, devenant la présidente et la représentante de la marque. Bien que la participation de contrôle de Fendi a été vendu à LMVH en 2001, Carla Fendi reste présidente de la société jusqu'en 2008, et présidente d'honneur jusqu'à sa mort.
Le ministre italien de la culture, Dario Franceschini, la décrit comme une grande mécène des arts. Carla Fendi fondation est le principal mécène de la restauration de la célèbre Fontaine de Trevi.
Après la mort de son mari en novembre 2013, sa santé se détériore. Après une longue maladie, elle meurt à Rome le 19 juin 2017, à l'âge de 79 ans.